# Det danske dogmeri
Det danske dogmeri er en dansk dokumentarfilm fra 2005 med instruktion og manuskript af Erik Lennart Petersen.

## Handling
Denne artikel mangler et handlingsreferat. Hjælp os med at skrive det.